# Дервишага
Дервишага је насељено место у саставу града Пожеге, у Славонији, Република Хрватска.

## Становништво
На попису становништва 2011. године, Дервишага је имао 890 становника.

## Попис1991.
На попису становништва 1991. године, насељено место Дервишага је имало 989 становника, следећег националног састава:
| Попис 1991.‍  | Попис 1991.‍  | Попис 1991.‍ | Попис 1991.‍ | Попис 1991.‍ |
| ------------ | ------------ | ----------- | ----------- | ----------- |
|              |              |             |             |             |
| Хрвати       | Хрвати       |             | 932         | 94,23%      |
| Срби         | Срби         |             | 26          | 2,62%       |
| Југословени  | Југословени  |             | 9           | 0,91%       |
| Муслимани    | Муслимани    |             | 2           | 0,20%       |
| Македонци    | Македонци    |             | 1           | 0,10%       |
| Словаци      | Словаци      |             | 1           | 0,10%       |
| остали       | остали       |             | 1           | 0,10%       |
| неопредељени | неопредељени |             | 8           | 0,80%       |
| непознато    | непознато    |             | 9           | 0,91%       |
| укупно: 989  |              |             |             |             |